# Blattella aegrota
De Blattella aegrota is een insect uit de orde kakkerlakken en de familie Blattidae. De soort werd voor het eerst geldig gepubliceerd door Carl Eduard Adolph Gerstaecker in 1883. Een synoniem is Phyllodromia aegrota.

## Voorkomen
B. aegrota leeft in het West-Afrikaanse land Gabon.